# UWC México 47
UWC México 47: El Hazoume vs. Ramos fue un evento de artes marciales mixtas producido por Ultimate Warrior Challenge México, que se llevó a cabo el 25 de agosto de 2023 en el Auditorio Nacional de Tijuana, Baja California, México.